# Pereila
El río Pereila, en algunas fuentes Pereilas, es un río del sur de la península ibérica perteneciente a la cuenca mediterránea andaluza, que discurre en su totalidad por el territorio del centro de la provincia de Málaga (España). 

## Curso
El Pereila nace en Sierra Alpujata, en el término municipal de Coín. Realiza un recorrido en dirección suroeste-nordeste hasta su confluencia con el río Grande, a pocos kilómetros de la confluencia de este con el Guadalhorce.  Parte del curso del Pereila está incluido en la Zona de Especial Conservación (ZEC) Ríos Guadalorce, Fahalas y Pereilas por la presencia de hábitats naturales.
En sus riberas se conoce de la existencia de los restos de al menos seis molinos harineros andalusíes que dependían directamente del suministro hídrico del Pereila.
Con 9 km de longitud, su principal afluente es el río Seco, procedente de Sierra Alpujata.

## Acontecimientos
En la madrugada del 10 de octubre del 2018, unas fuertes precipitaciones provocaron un gran caudal en el río que acabó con el desalojo de los partidos rurales colindantes así como la muerte de una persona de nacionalidad británica.
Además se produjeron numerosas pérdidas materiales entre los que destacan la destrucción de las acequias del partido de la Albuquería, la inhabilitación de dos puentes de sumo valor histórico, y la destrucción de la infraestructura de canalización de las aguas residuales de la localidad de Coín a la depuradora de Pizarra a punto de ser inaugurada.